# Iván Zamorano
Iván Luis Zamorano Zamora (ur. 18 stycznia 1967 w Santiago) – były chilijski piłkarz występujący na pozycji napastnika.

## Życiorys
Ma za sobą występy kolejno w takich klubach jak CD Cobresal, Cobreandino, FC Sankt Gallen, Sevilla FC, Real Madryt, Inter Mediolan, Club América oraz CSD Colo-Colo. Razem z reprezentacją Chile brał między innymi udział w Mistrzostwach Świata 1998 na których dotarł z drużyną narodową do 1/8 finału oraz Igrzyskach Olimpijskich 2000, na których wywalczył brązowy medal, a strzeliwszy 6 bramek został królem strzelców tegoż turnieju. Łącznie dla drużyny narodowej rozegrał 69 meczów i strzelił 34 gole. W 2004 roku Brazylijczyk Pelé umieścił go na liście 100 najlepszych żyjących piłkarzy na świecie. Jego żoną jest argentyńska modelka María Alberó, z którą ma jedną córkę. Obecnie Zamorano jest asystentem trenera reprezentacji Chile do lat 18. Kiedy grał w Interze Mediolan, nosił wyjątkowy numer 1+8.